# حارة سند (كريتر)
حارة سند هي إحدى حارات حي السلفي الواقع بمديرية كريتر التابعة لمحافظة عدن، بلغ تعداد سكانها 1448 نسمة حسب تعداد اليمن لعام 2004.